# Władysław Rusin
Władysław Rusin (ur. 13 czerwca 1895 we Lwowie, zm. 30 marca 1949 w Brazylii) – podpułkownik dyplomowany piechoty Wojska Polskiego, kawaler Orderu Virtuti Militari, przewodniczący Obwodu Warszawa-Południe Obozu Zjednoczenia Narodowego w 1939 roku.

## Życiorys
Władysław Rusin jako uczeń szkoły średniej wstąpił do Polskich Drużyn Strzeleckich (PDS). Po wybuchu I wojny światowej wstąpił do Legionów Polskich. W lipcu 1917 roku jako podporucznik w 5 pułku piechoty wraz z innymi żołnierzami I Brygady Legionów odmówił złożenia przysięgi na wierność cesarzowi Niemiec.
W roku 1918 po odzyskaniu przez Polskę niepodległości wstąpił do Wojska Polskiego. Następnie brał udział w obronie Lwowa, a także w walkach z Rosjanami na Litwie, Ukrainie i Łotwie.
Po zakończeniu walk o granice nowo tworzącej się Polski został mianowany na stanowisko dowódcy Batalionu Manewrowego w Rembertowie. W 1923 pełnił obowiązki dowódcy I batalionu 86 Pułku Piechoty w Mołodecznie. W 1924 był przydzielony do 19 Dywizji Piechoty w Wilnie na stanowisko II oficera sztabu. W 1926 został zastępcą komendanta miasta stołecznego Warszawy. W latach 1929–1931 pełnił funkcję zastępcy komendanta głównego Związku Strzeleckiego, a następnie w latach 1931–1934 funkcję komendanta głównego Związku Strzeleckiego. Z dniem 30 kwietnia 1935 został przeniesiony w stan spoczynku.
Skierowany do obozu odosobnienia w Cerizay. Zmarł w roku 1949 na emigracji w Brazylii.

## Ordery i odznaczenia
- Krzyż Srebrny Orderu Wojskowego Virtuti Militari nr 4755 (1921)[6][7]
- Krzyż Niepodległości (13 kwietnia 1931)[8][9]
- Krzyż Kawalerski Orderu Odrodzenia Polski (10 listopada 1928)[10][6]
- Krzyż Walecznych (czterokrotnie)[6]
- Złoty Krzyż Zasługi (19 marca 1931)[11]
- Medal Pamiątkowy za Wojnę 1918–1921[6]
- Medal Dziesięciolecia Odzyskanej Niepodległości[6]
- Odznaka „Za wierną służbę”[12]
- Krzyż Obrony Lwowa
- Order Krzyża Orła II klasy (Estonia, 1932)[13]
- Order Krzyża Orła III klasy (Estonia, 1931)[14]
- Krzyż Komandorski Orderu Wazów (Szwecja, 1933)[15]
- Krzyż Komandorski Orderu Trzech Gwiazd (Łotwa, zezwolenie w 1933)[16]
- Order Białej Róży Finlandii (Finlandia, zezwolenie w 1933)[17]
- Medal 10 Rocznicy Wojny Niepodległościowej (Łotwa)[18]